# Katinguelê Na Área
O Katinguelê Na Área é o quinto álbum do grupo de pagode Katinguelê em 1998.
Com o álbum, o grupo paulista atingiu mais uma vez a marca de 250 mil cópias vendidas, puxada pelo sucesso da canção "Inaraí", em 2018, o grupo e o ex integrante Salgadinho discordaram sobre a origem da canção.

## Faixas
| 1  | Inaraí                            | 3:54 |
| 2  | Só Mesmo O Teu Amor               | 3:42 |
| 3  | Pertinho                          | 3:55 |
| 4  | Vontade De Você                   | 3:36 |
| 5  | Meu Cavaco Feat – Zeca Pagodinho  | 4:24 |
| 6  | Naufrágio                         | 4:09 |
| 7  | Um Bolero Qualquer                | 3:44 |
| 8  | Fala De Amor Prá Mim              | 3:39 |
| 9  | Despedida                         | 3:55 |
| 10 | Lição De Aprendiz                 | 4:23 |
| 11 | Morena                            | 4:57 |
| 12 | Minha Rosa Feat – Maurício Mattar | 3:09 |
| 13 | Sem Limites Pra Se Dar            | 3:32 |
| 14 | Ternura De Quem Ama               | 3:22 |
| 15 | Me Ganhou                         | 3:38 |